# 馮澥
冯澥（1057年—1140年），字长源，宋朝普州安岳县（今四川省安岳县）人。
馮山之子。嘉祐二年（1057年）出生。宋神宗元丰五年（1082年）进士。为官入朝，以言事被贬谪。宋哲宗元符年间，为瀛州防御推官、嘉州录事参军。宋徽宗崇宁四年（1105年），由宗正少卿、直龙图阁出知凤翔府，入为太常少卿。宋钦宗靖康元年（1126年）官为左谏议大夫。金兵围太原府，朝廷命李纲宣抚两河，冯澥上奏请求取消。金国人要割三镇，让他担任知枢密院事，充当使金副使，没有成行，转任尚书左丞。金人围攻汴京，冯澥与曹辅以枢密为副，出使金营请和，留三日而回。冯澥权门下侍郎，再随宋钦宗到达金营。张邦昌篡位，命他为总领迎驾仪物使。宋高宗即位，建炎年间，转任资政殿学士，知潼川府，有人上奏他曾受张邦昌的伪楚的任命，夺职。绍兴三年（1133年）以资政殿学士致仕。绍兴十年（1140年）去世。他文章以苏轼为师，反对王安石变法，后期诋毁李纲等抗金人士。

## 延伸阅读
[在维基数据编辑]
 《宋史·卷371》，出自脱脱《宋史》